# Abu al-Mutarrif al-Mughira

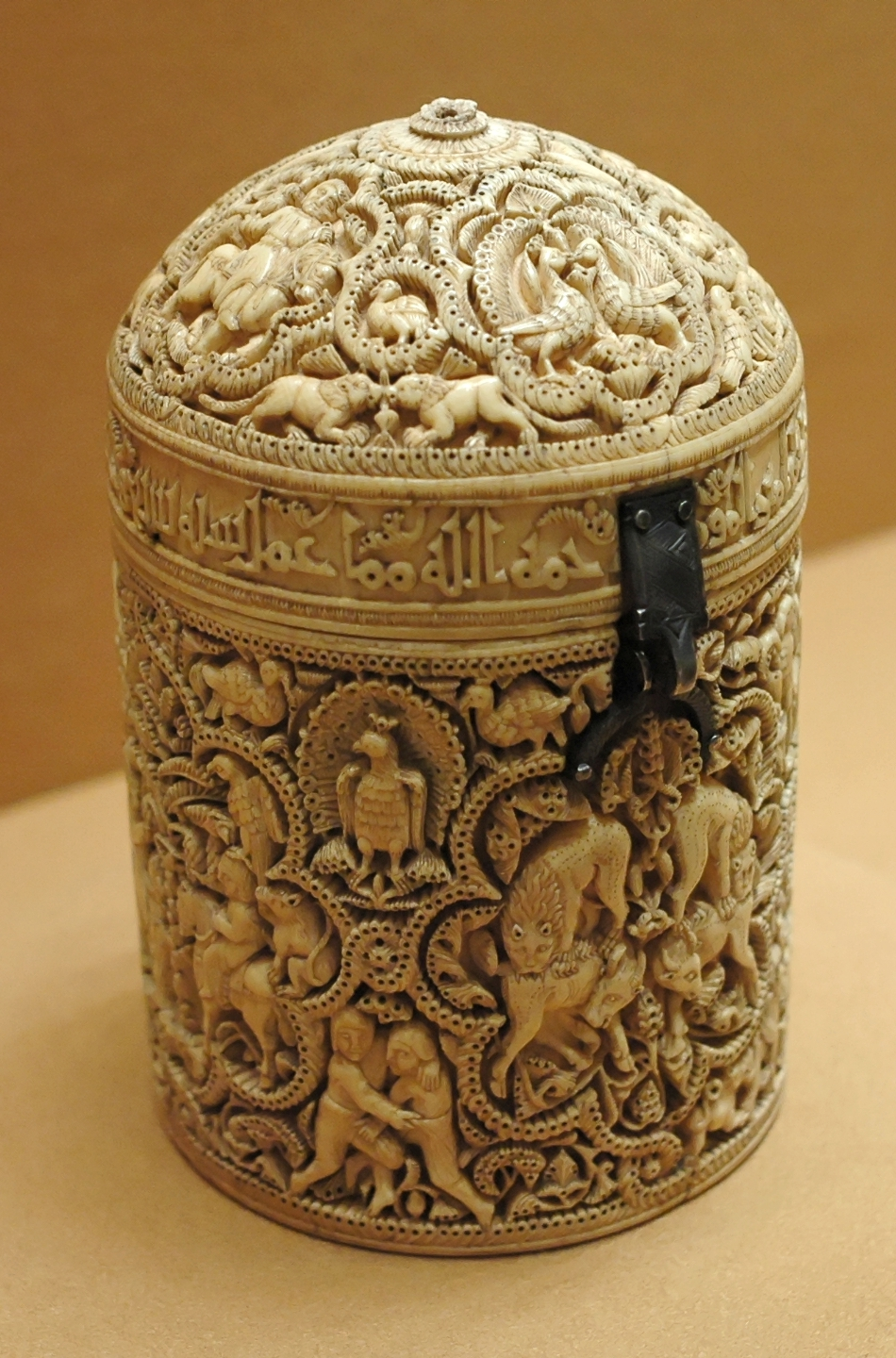
Puszka z kości słoniowej należąca do Al-Mughiry. Luwr

Abu al-Mutarrif al-Mughira (ur. 950/951, zm. w październiku 976) – umajjadzki pretendent do tronu Kordoby.
Al-Mughira był młodszym synem Abd ar-Rahmana III (912-961). Po śmierci tego ostatniego kalifem został starszy brat Al-Mughiry, Al-Hakam II (961-976). W chwili wstąpienia na tron miał on czterdzieści sześć lat i nadal nie posiadał potomstwa, stąd Al-Mughira wydawał się naturalnym kandydatem do sukcesji po nim. Sytuacja jednak zmieniła się, gdy w krótkim odstępie czasu baskijska konkubina o imieniu Subh urodziła Al-Hakamowi dwóch synów – Abd ar-Rahmana (zmarł w 970) i Hiszama. Pomimo to kandydatura Al-Mughiry nadal miała swoich zwolenników.
I tak słabe zdrowie Al-Hakama pogorszyło się jeszcze po zawale serca jakiego doznał w roku 972. Dążąc do zapewnienia sukcesji Hiszamowi chciał on by złożono mu przysięgę wierności (baja) jeszcze za jego życia. Al-Hakam zmarł jednak na dzień przed planowaną ceremonią, 1 października 976 roku, i objęcie kalifatu przez zaledwie jedenastoletniego Hiszama spotkało się z opozycją grupy pałacowych Sakaliba będących zwolennikami władzy Al-Mughiry. Przy tym zgodnie z ich planami Hiszam miał zostać następcą tronu. Al-Mughira został jednak szybko uwięziony przez szefa policji (asz-szurta al-wusta) Muhammada Ibn Abi Amira, działającego z rozkazu wezyra Al-Muszafiego, i niedługo później zamordowany.